# 亮相
《亮相》（英文：Identity）是一個源自美國的電視遊戲節目，世界多處地方均有製作當地版本。節目於2006年12月在全國廣播公司（NBC）首播，其後大受歡迎，獲世界各地的電視台購下製作權播映。

## 節目形式
開始時台上出現十二名陌生人。看過陌生人後，節目是要鑑定12名人士的身份（包括職業、嗜好、年齡等），每名人物只有一個身份。從肉眼觀察，參加者選擇一個選擇然後選擇正確的陌生人。參加者確定一個人的身分前，參加者必須說「鎖定目標」然後按鈕確定。主持人會問陌生人：「這是不是你的身份？」。然後陌生人會確定自己的身份。確定為正確身份時他會用說話 (例：棒球裁判會說：「安全！」)或示範 (e.g., jumping rope)確定。
當你猜中一名人物，獎金亦會隨此上升：
| 猜中身份數目 | 1       | 2        | 3        | 4        | 5        | 6        |
| 獎金（美元） | $1,000  | $5,000   | $10,000  | $15,000  | $25,000  | $50,000  |
| 猜中身份數目 | 7       | 8        | 9        | 10       | 11/12*   | 11/12*   |
| 獎金（美元） | $75,000 | $100,000 | $150,000 | $250,000 | $500,000 | $500,000 |

備註：由於第十一個身份是最後一個選擇（二選一），因此不需要估計第十二個身份，所以累積獎金數是11個，而不是12個。
當你答對兩個人名或出現錯誤時，主持人會提示給予三個「錦囊」給參加者（在事實上，參加者可在任何時候使用錦囊）這是錦囊的簡單規模：
免死金牌（Mistaken Identity）：免死金牌在贏得25萬美元前可以使用。參加者在未有猜錯身份或到達最後兩人時不能拿走獎金，當發生兩項事件其中一項時，主持人會提示參加者可以在鎖定陌生人身份前拿獎金離開。如果第二次估計錯誤的話，將不會得到任何獎金。
以下兩個提示可以協助參加者判斷人物身份：
三大可能（Tri-dentity）：如果使用三大可能，可選擇的人物只剩下三位，一個正確以及兩個錯誤。當使用三大可能後，必需從三名人物中使用一個。當剩下三名人物身份時，不能使用三大可能。
專家意見（Ask The Experts）:參加者選擇一名人物去讓三位專家鑑定身份，讓參加者提供意見。在第一集，專家包括身體語言專家（Mark Edgar Stephens）、物理學家（Dr. Deborah Anderson）及FBI心理麥家（Christopher Whitcomb），

## 國際版本

### 中國大陸
廣西電視台的《猜的就是你》於2013年1月2日起播出。

### 香港版本
香港版本《亮相》（正式製作前稱為《眼光獨到》）以廣東話製作，由無綫電視製作，於2008年5月5日於翡翠台及高清翡翠台首播，主持為葛民輝。第2輯於2008年8月25日於翡翠台及高清翡翠台播映，主持為森美及阮小儀。最高獎金為HK$200,000。

### 其他版本
| 國家   | 名稱                              | 最高獎金                  |
| ------ | --------------------------------- | ------------------------- |
| 巴西   | Identidade Secreta                | R$500,000                 |
| 丹麦   | Identity - hvem er hvem?          | 500,000 kr                |
| 芬兰   | Tuntemattomat                     | €30,000                   |
| 法國   | Identity                          | €150,000                  |
|        | ინტუიცია                          | 20,000 GEL                |
| 希腊   | ΤΑΥΤΟΤΗΤΑ / Tautotita             | €150,000                  |
| 以色列 | אינטואיציה / Intuwitzia           | ₪500,000                  |
| 義大利 | Soliti ignoti - Identità nascoste | €250,000                  |
| 墨西哥 | Identidad                         | Mex$250,000               |
| 俄羅斯 | Интуиция / Intuition              | 1,000,000 RUB→500,000 RUB |
|        | 공통점을 찾아라                   | ₩50,000,000               |
| 西班牙 | Identity                          | €100,000                  |
| 泰國   | ใครคือใคร Identity Thailand        | ฿100,000                  |
| 土耳其 | Kimsin Sen?                       | 150,000 TL                |
| 乌克兰 | Інтуїція / Intuiciya              | UAH 50,000                |
| 英国   | Identity                          | £10,000                   |

## 外部連結
- 香港版本《亮相》官方網站 （页面存档备份，存于）